# Antonio Gaetano Pampani
Antonio Gaetano Pampani, auch Pampino oder Pampini (* um 1705 in Modena; † Dezember 1775 in Urbino) war ein italienischer Kapellmeister, Opern- und Oratorienkomponist.

## Leben
Pampani taucht als Musiker erstmals am 18. Juli 1729 in den Quellen auf, als er für den Posten eines Kapellmeisters am Dom von Fano nominiert wurde, den er aber wegen seiner gleichzeitigen Verpflichtungen an der Oper in Urbino nicht antreten konnte. Seit 1730 arbeitete er gelegentlich mit dem Teatro del Sole im benachbarten Pesaro zusammen. 1734 ging er dann endgültig als Operndirektor nach Pesaro, wo er bis 1737 tätig war. Zweimal ging er in dieser Zeit wegen der Aufführung von zwei seiner Opern nach Venedig.
1746 wurde er Mitglied der renommierten Accademia Filarmonica von Bologna. Ab diesem Zeitpunkt widmete er sich vordringlich der Komposition von Opern („opere serie“), die in Venedig, Rom, Mailand und Turin aufgeführt wurden. Von 1747 bis in die 60er Jahre lehrte er als „Maestro di coro“ an einer der vier großen venezianischen Musikschulen, dem Ospedaletto, und er komponierte für dessen Konzerte Oratorien und Psalmenvertonungen.
Im Dezember 1767 wurde er als Kapellmeister an den Dom von Urbino berufen, trat die Stelle aber erst im Juli an, nachdem er die Arbeit an seiner letzten für ein venezianisches Opernhaus komponierten Oper, Demetrio, vollendet hatte, die im Mai 1768 uraufgeführt wurde.
Pampani starb in Urbino im Dezember 1775, sein Nachfolger als Domkapellmeister wurde Giuseppe Gazzaniga.

## Werke
Die folgende Liste basiert auf den Angaben bei Grove Music Online und Corago.

### Opern
- Delbo mal maritato; Karneval 1730, Pesaro, Teatro del Sole[3]
- Anagilda, dramma per musica; Libretto: Antonio Zaniboni; um den 5. Januar 1735, Venedig, Teatro San Cassiano[4]
- Sedecia; 1736, Ascoli
- Artaserse Longimano, dramma per musica; Libretto: Pietro Metastasio; 19. Februar 1737, Venedig, Teatro Sant’Angelo[5]
- Siroe (Pasticcio?); Libretto: Pietro Metastasio?; 1738, Ferrara
- Semiramide riconosciuta, dramma per musica; Libretto: Pietro Metastasio; 1741, Fermo[6]
- La caduta d’Amulio, dramma per musica; Libretto: Carlo Gandini; um den 6. Februar 1747, Venedig, Teatro Sant’Angelo; 1750 in Cremona[7]
- La clemenza di Tito, dramma per musica; Libretto: Pietro Metastasio; 26, 27 feb. 1748, Venedig, Teatro San Cassiano[8]
- Artaserse (erste Fassung), dramma per musica; Libretto: Pietro Metastasio; 24. Januar 1750, Venedig, Teatro San Giovanni Grisostomo[9]
- Adriano in Siria, dramma per musica; Libretto: Pietro Metastasio; 26. Dezember 1750, Mailand, Teatro Regio Ducale; 1754 in Pavia[10]
- Venceslao, dramma per musica; Libretto: Apostolo Zeno; um den 10. Januar 1752, Venedig, Teatro San Cassiano[11]
- Andromaca, dramma per musica (zusammen mit Antonio Aurisicchio); Libretto: Antonio Salvi; 7. Januar 1753, Rom, Teatro Argentina[12]
- Madama Dulcinea, o Tiberio cuoco del maestro del bosco, intermezzo; Karneval 1753, Pesaro, Teatro del Sole
- Eurione, dramma per musica; Libretto: Antonio Papi; 8. Januar 1754, Rom, Teatro Capranica; im selben Jahr auch in Padua, 1759 in Urbino, 1761 in Braunschweig, 1762 in Foligno, 1766 in Barcelona[13]
- Astianatte, dramma per musica; Libretto: Antonio Salvi; Karneval 1755, Venedig, Teatro San Moisè[14]
- Artaserse (zweite Fassung), dramma per musica; Libretto: Pietro Metastasio; 24. Januar 1756, Venedig, Teatro San Benedetto[15]
- Antigono, dramma per musica; Libretto: Pietro Metastasio; 26. Dezember 1756, Turin, Teatro Regio; 1762 in Pavia[16]
- Demofoonte, dramma per musica; Libretto: Pietro Metastasio; Karneval 1757, Rom, Teatro delle Dame; 1764 in Venedig[17]
- L’olimpiade (zusammen mit Pietro Alessandro Guglielmi und Francesco Brusa); Libretto: Pietro Metastasio; 26. Dezember 1766, Venedig, Teatro San Benedetto
- Il Demetrio, dramma per musica; Libretto: Pietro Metastasio; Himmelfahrtsmesse 1768, Venedig, Teatro San Benedetto[18]

Arien
- Einlegearien für Giovanni Bononcinis Crispo; Karneval 1730, Pesaro, Teatro del Sole
- Einlegearie für Antonio Vivaldis Rosmira fedele, 1738, Venedig
- diverse Arien für andere Opern

### Geistliche Werke
- San Maurizio e compagni martiri, geistliches Drama; Passionszeit 1753, München[19]
- Assalonne; Libretto: O. Turchi; 1739, Fermo
- L’obbedienza di Gionata; 1739
- Ester; Libretto: G. C. Cordara; 1740, Mandola
- Il Giefte; 1746, Fermo, S Filippo, 1746, „con intermezzi“
- La vocazione di S Francesco d'Assisi; Libretto: A. Scardarilla; 1749, Gubbio
- L’innocenza rispettata; 1749, Venedig, Oratorio di S Filippo Neri
- Messiae praeconium carmine complexum, geistliches Drama in lateinischer Sprache; 1754, Venedig, Ospedale dei poveri derelitti[20]
- Sofonea, id est Joseph pro Rex Aegypti, geistliches Drama in lateinischer Sprache; 1755, Venedig, Ospedale dei poveri derelitti[21]
- Triumphus Judith, geistliches Drama in lateinischer Sprache; 1757, Venedig, Ospedale dei poveri derelitti[22]
- Sacrorum carminum contexta corolla deipara in cœlum assumpt, geistliches Drama in lateinischer Sprache; 1758, Venedig, Ospedale dei poveri derelitti[23]
- La morte di Abele; Libretto: Pietro Metastasio; 22. März 1758, Venedig, Accademia Filarmonica
- Prophethiae evangelicae ac mors Isaiae, geistliches Drama in lateinischer Sprache; 1760, Venedig, Ospedale dei poveri derelitti[24]
- Concentus armonici, geistliches Drama in lateinischer Sprache; 1761, Venedig, Ospedale dei poveri derelitti[25]
- Pro solemni die B.M.V. in coelum assumptae, geistliches Drama in lateinischer Sprache; 1764, Venedig, Ospedale dei poveri derelitti[26]
- Amor divino e Urbana; Kantate für zwei Stimmen; 1768, Urbino (?)
- Motetten für Solo-Sopran oder -Alt und Orchester für das Ospedale dei poveri derelitti in Venedig: Ab impio venatore; Ad solem eja; Affectus ardentes; Affectus fallaces; Affectus terrenus; Agitatae furibundae; Ah tu barbara, crudelis; Aquilo, surge et veni; Aquila volitando; A somno cessate; A venatoris telo Gemebunda; Barbara gens ingrata; Canite buccina; Canoro concentu; Carae venite ad fontem; Coeli laetantes chori mundi; Coelo tonante pavet afflictum cor; Columba adorata; De matutino; De monte virenti; Dente rabido lethali; Dum fugat astra Aurora, Dum Philomela in ramo; Dum vivo, maris unda; Ecce furiae debaccando; Ecce Ramus a decora; Ecce signum; Excitata, sum comprehensa; Exeant ab imo; Exit ursa rapta prole; Fluctus inter agitata; Fugendo a reo crudeli; Fuge sol, atro, pallore; Fulgura, o Deus, a coelo; Hoc est regnum umbrae mortis; Horti clausi folia; Imagines laetae; In scuto potenti; In vertice fumante; In voce laetabunda; In voce modulata; Laeta ridens maris unda; Laeta sum jucunda nimis; Lux serena, Mare fremit in procella; Me jactat haec unda in ventre; Modo in uno; Montes alti; Morde terram; Oh fulgida Aurora; O Jesu clemens; O quam laeta; Pede tremente fugio; Placida surge aurora; Properate vos micando; Pueri omnes; Pugnat, exardet aether; Puro affectu; Qualis excitat; Quid hoc est rei?; Quot ver explicuit flores; Recede sol ab axe; Recessit aura rigida; Reflorente amoeno aprili; Sacra tempora dilecti rosae; Scandit astra, virgo excelsa; Sibilant venti in mari; Sit avernus in furore; Sole petente occasum nimbo; Squallida, inculta; Strident venti; Sum agitata in mente; Sum navis agitata; Surge, o pastor; Tace, non audio te; Tubae sono; Tu rapida è coelo; Unda fremit; Vade repente; Video lucentes vias; Vocat agnus; Vos detestor
- Fra l'orror ovunque io miro; Kantate für Sopran, Orchester und Orgel
- Mira in quanto horrore für zwei Stimmen und Orchester
- Sagittas hostis mei für zwei Stimmen und Orchester
- Messa a più voci; 1764, Venedig, Ospedale dei poveri derelitti
- Magnificat; 1748, 1749, 1753, 1756, 1757, 1761, 1764, Venedig, Ospedale dei poveri derelitti
- Confitebor tibi, Psalm für vier Stimmen; 17. Mai 1756, Venedig, Ospedale dei poveri derelitti
- De profundis
- Dixit Dominus; 1753, Venedig, Ospedale dei poveri derelitti
- In convertendo Dominus für vier Stimmen
- Lauda Jerusalem; 1764, Venedig, Ospedale dei poveri derelitti
- Laudate pueri; 1742, 1748, 1749, 24. September 1753, 1754, 1756, 1761, 1764, Venedig, Ospedale dei poveri derelitti
- Laetatus sum; 1761, Venedig, Ospedale dei poveri derelitti
- Nisi Dominus; 1748, 1753, 1761, 1764, Venedig, Ospedale dei poveri derelitti
- Pange lingua für drei Stimmen, Hymnus
- Sicut erat für vier Stimmen; 1746
- Tantum ergo für acht Stimmen
- Tantum ergo für fünf Stimmen
- acht Salve regina für eine Stimme und Orchester; Venedig, Ospedale dei poveri derelitti
- Domine probasti für vier Stimmen; 14. August 1764, Venedig, Ospedale dei poveri derelitti
- Sicut erat in principio für vier Stimmen und Basso continuo
- Pietà mio Dio Kanon für drei Stimmen

## Instrumentalwerke
- Cembalosonate; in: Johann Ulrich Haffner: Raccolta musicale, ii; Nürnberg um 1750
- zwei Cembalosonaten in e-Moll und D-Dur
- Cembalosonate G-Dur
- drei Cembalosonaten in F-Dur, G-Dur und G-Dur
- Cembalosonate
- Konzert D-Dur für Cembalo und Orchester
- drei Konzerte
- drei Konzerte für Violine, Violoncello und Viola d’amore (verloren)
- Allegro Es-Dur und F-Dur für Cembalo
- Toccata D-Dur für Orgel
- Sinfonie D-Dur
- Sinfonie G-Dur
- Fuga à 4; 1746
- Capriccio F-Dur für Cembalo